# Siorac-de-Ribérac
Siorac-de-Ribérac is een gemeente in het Franse departement Dordogne (regio Nouvelle-Aquitaine) en telt 265 inwoners (1999). De plaats maakt deel uit van het arrondissement Périgueux.

## Geografie
De oppervlakte van Siorac-de-Ribérac bedraagt 20,6 km², de bevolkingsdichtheid is 12,9 inwoners per km².
De onderstaande kaart toont de ligging van Siorac-de-Ribérac met de belangrijkste infrastructuur en aangrenzende gemeenten.

## Demografie
Onderstaande figuur toont het verloop van het inwonertal (bron: INSEE-tellingen).

## Afbeeldingen

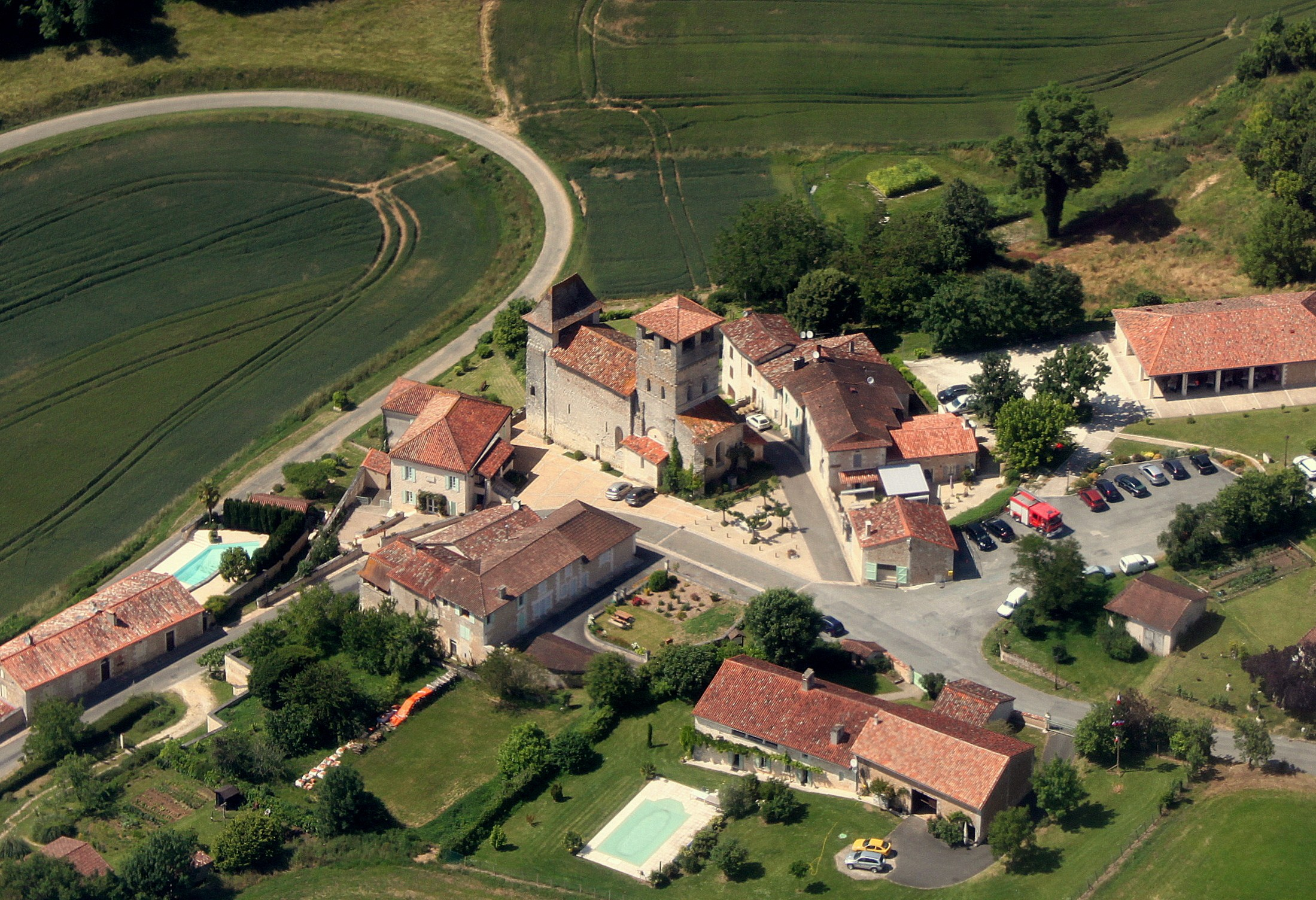
Gezicht op Siorac-de-Ribérac
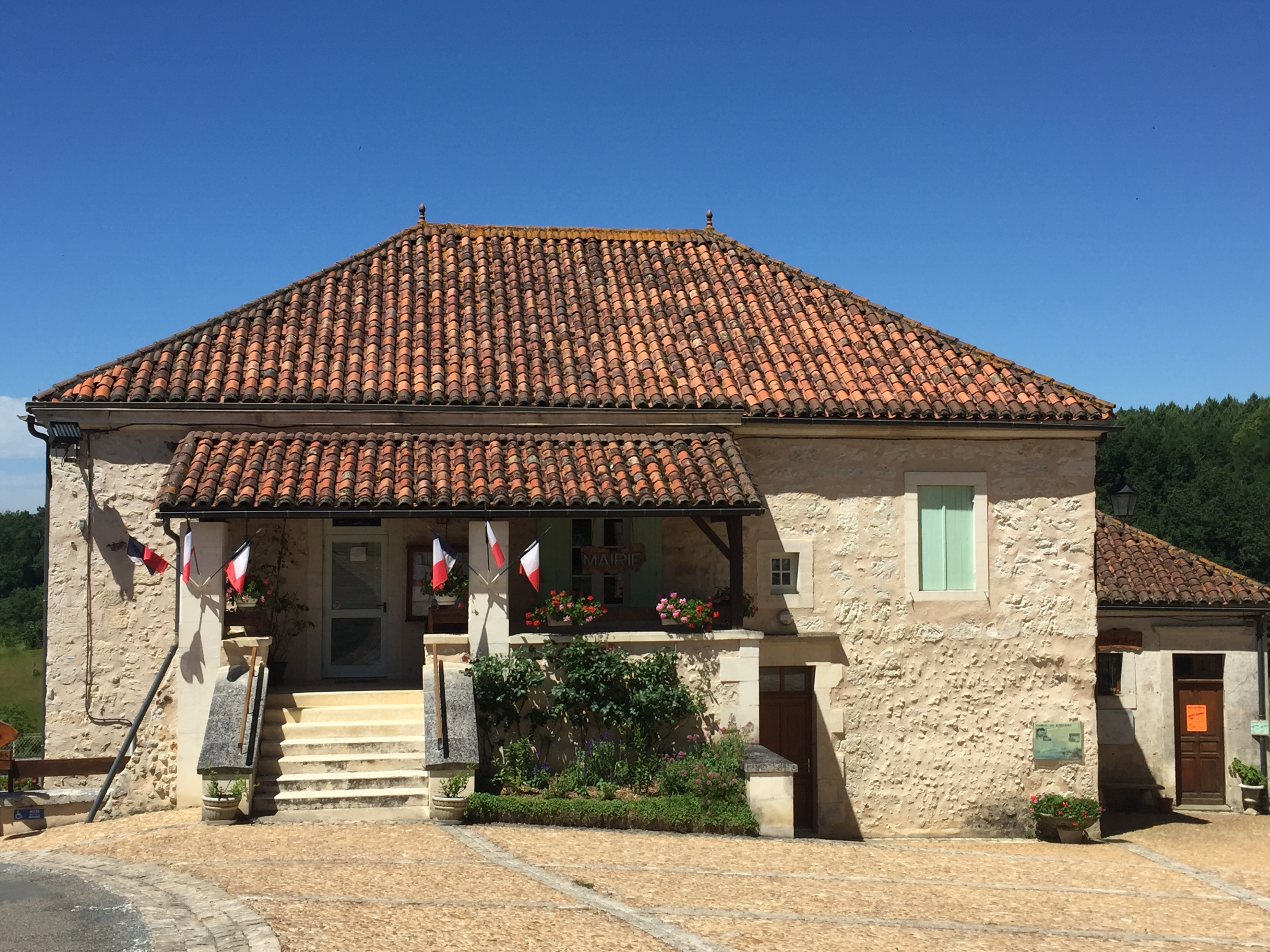
Gemeentehuis
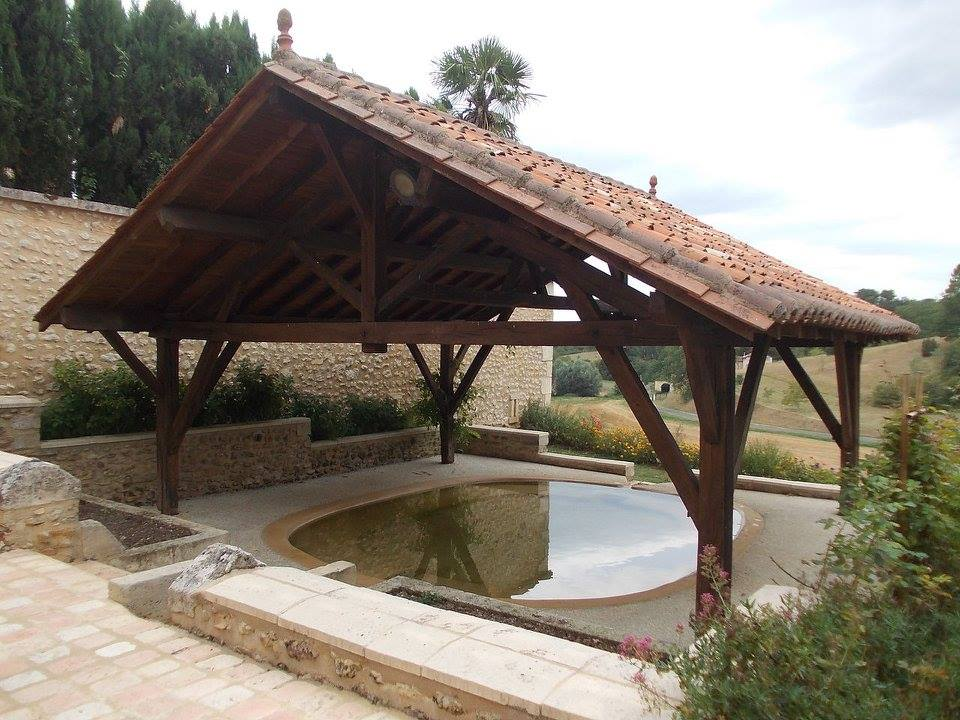
Lavoir
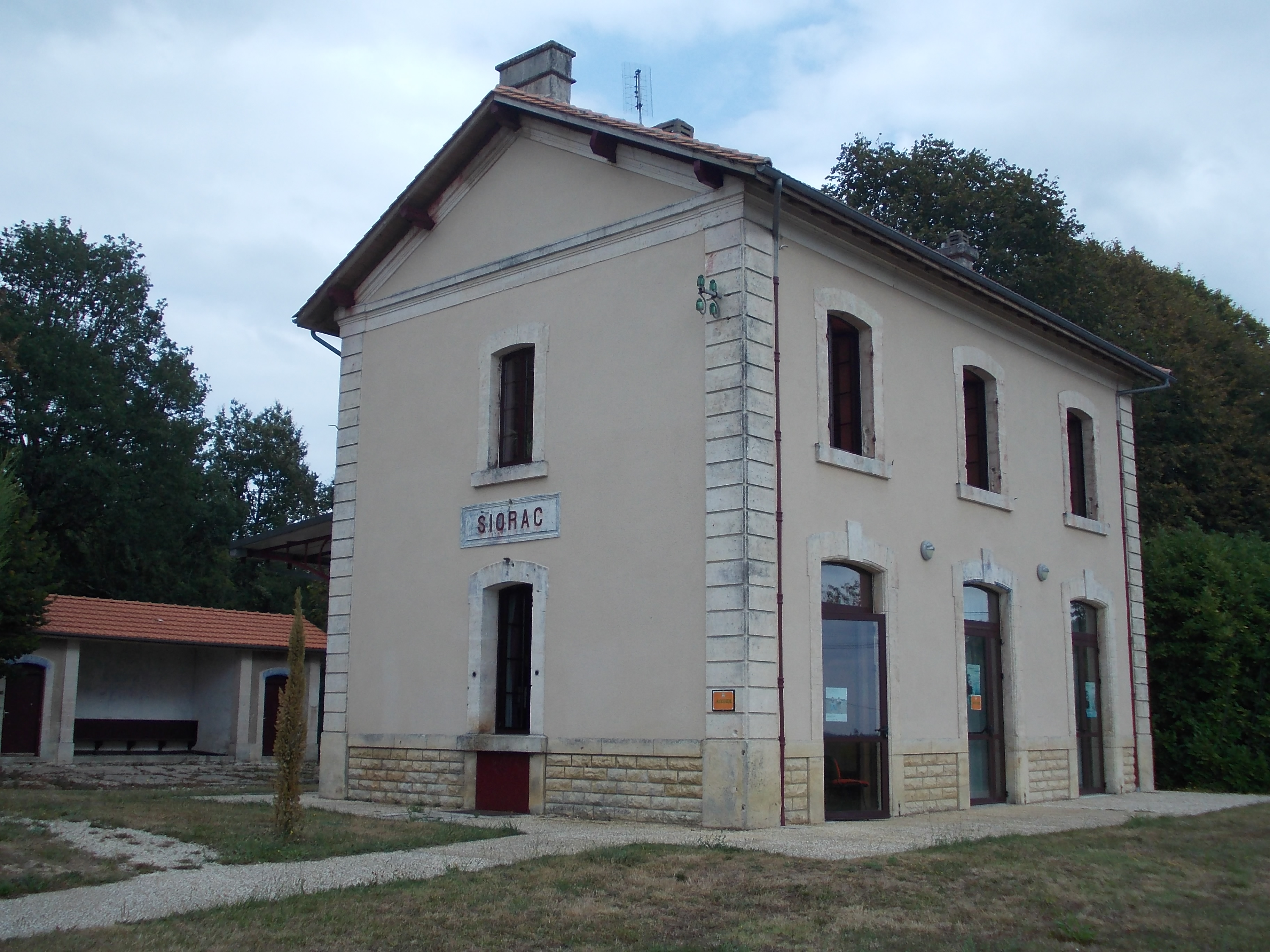
Voormalig station